# Terricciola
Terricciola és un municipi situat al territori de la província de Pisa, a la regió de la Toscana, (Itàlia).
Terricciola limita amb els municipis de Capannoli, Casciana Terme, Chianni, Lajatico, Lari i Peccioli.

## Galeria

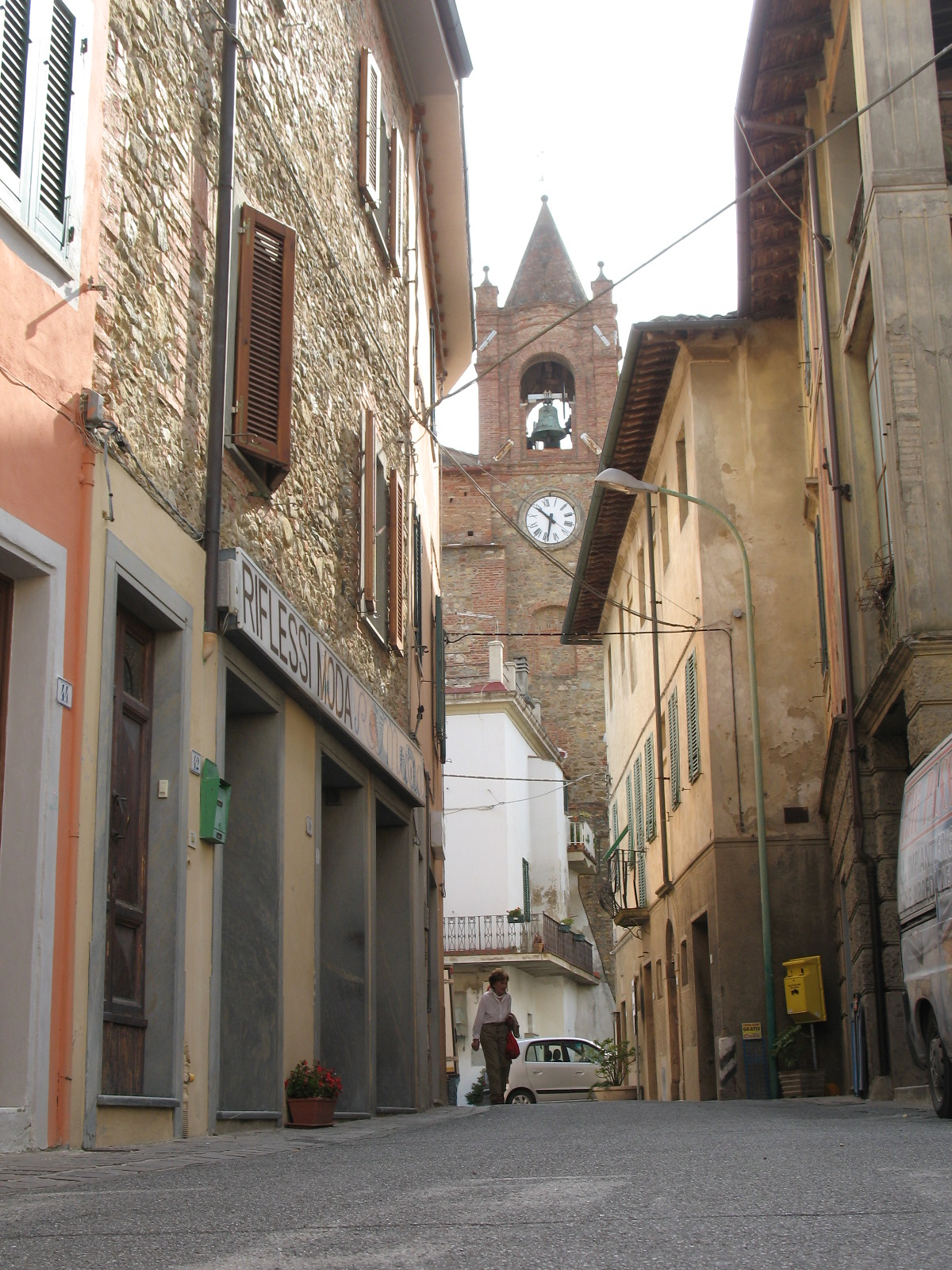
Interior de Terricciola